# Émeutes de mai 1955 au Cameroun français
Les émeutes de mai 1955 au Cameroun français sont des émeutes qui ont lieu du 22 au 30 mai 1955 au Cameroun français, territoire sous tutelle française depuis 1946. Elles sont menées par l'Union des populations du Cameroun (UPC), parti politique en lutte pour la réunification et l'indépendance du Cameroun.  

## Contexte
Après les émeutes de Douala en 1945, l'Union des populations du Cameroun (UPC) est créée. Le parti est interdit en 1955 par l'administration coloniale française. 

## Cause des émeutes
En mai 1955, une manifestation anticolonialiste organisée à Mbanga, dans la région du Littoral camerounais, se mue en émeute.

## Déroulement
Le 22 mai 1955, les émeutes commencent simultanément à Douala et à Mbanga. Elle s'étendent à Nkongsamba, Édéa et Yaoundé et font de nombreux morts et blessés.
Roland Pré, haut commissaire de la République au Cameroun ordonne des opérations menant à des perquisitions au siège de l'UPC et à des arrestations dont celle de l'épouse de Ruben Um Nyobe. Il réprime ces soulèvements jusqu'au 30 mai.